# Новиков, Семён Михайлович
Семён Михайлович Новиков (2 (15) февраля 1908, Александровск-Грушевский, Область Войска Донского, Российская империя — 3 апреля 1978, Киев, Украинская ССР, СССР) — советский партийный и государственный деятель. Первый секретарь Акмолинского обкома КП Казахстана (1960—1963).

## Биография

### Образование
В 1949 окончил Высшую партийную школу при ЦК ВКП(б).

### Трудовая деятельность
- 1925—1930 гг. — секретарь волостного комитета ВЛКСМ, секретарь Исполнительного комитета Русско-Бродского районного Совета, председатель исполнительного комитета Русско-Бродского районного Совета (Орловская губерния),
- 1930—1931 гг. — в РККА,
- 1931—1932 гг. — председатель Ливенского районного Совета профсоюзов,
- 1932—1933 гг. — заведующий отделом, заместитель секретаря Ливенского районного комитета ВКП(б),
- 1933—1937 гг. — помощник начальника политического отдела совхоза,
- 1937—1939 гг. — первый секретарь Холминского районного комитета КП(б) Украины (Черниговская область),
- 1939—1940 гг. — первый секретарь Ичнянского районного комитета КП(б) Украины (Черниговская область),
- 1941 г. — секретарь Черниговского областного комитета КП(б) Украины по кадрам,
- 1941 г. — начальник Особого отдела НКВД партизанского соединения,
- 1941—1943 гг. — заместитель командира Черниговского партизанского соединения по разведке
- 1943 г. — комиссар Черниговского партизанского соединения имени Н. Н. Попудренко; секретарь Черниговского подпольного областного комитета КП(б) Украины,
- 1943—1946 гг. — третий секретарь Черниговского областного комитета КП(б) Украины,
- 1949—1952 гг. — второй секретарь Измаильского областного комитета КП(б) Украины,
- 1952—1954 гг. — первый секретарь Измаильского областного комитета КП(б) — КП Украины,
- 1954—1955 гг. — второй секретарь Одесского областного комитета КП Украины,
- 1955—1958 гг. — первый секретарь Семипалатинского областного комитета КП Казахстана,
- 1958—1960 гг. — первый секретарь Акмолинского областного комитета КП Казахстана,
- 1960—1963 гг. — первый секретарь Кокчетавского областного комитета КП Казахстана,
- январь-апрель 1963 г. — первый секретарь Кокчетавского сельского областного комитета КП Казахстана,
- 1963—1978 гг. — заведующий организационным отделом Управления делами СМ Украинской ССР
- 1978 г. — начальник I-го отдела Министерства социального обеспечения Украинской ССР.

Депутат Верховного Совета СССР 4-6 го созывов

## Награды и звания
- орден Красного Знамени;
- орден Богдана Хмельницкого I-й степени;
- орден Красной Звезды;
- два ордена Трудового Красного Знамени;
- орден Дружбы народов;
- орден «Знак Почёта»;
- медаль «За трудовую доблесть».